# 足台

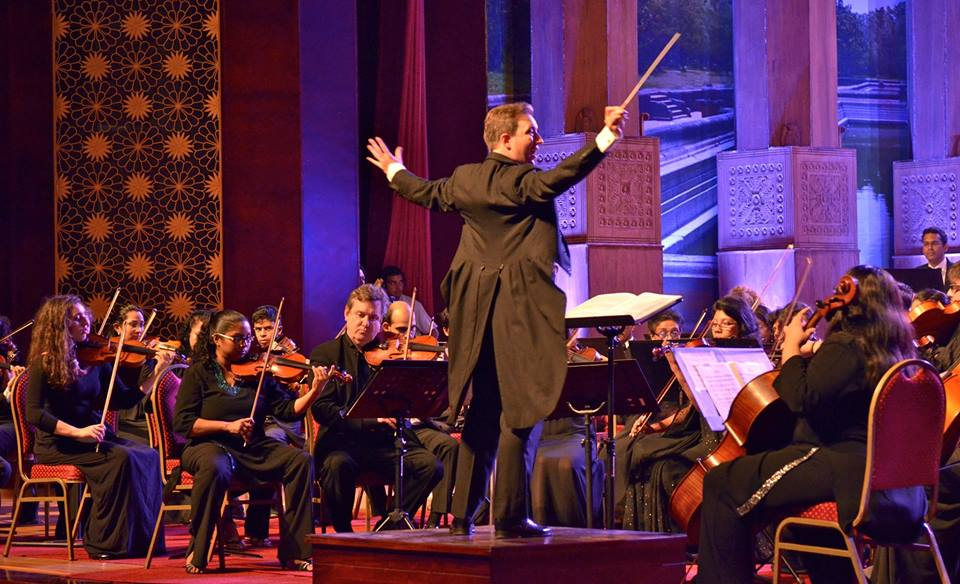
管弦乐队指挥站在足台上，这样他就能看见乐手，乐手也能看见他

足台是一种用于将物体提升至高于周围环境一小段距离的平台。在建筑学中，一个建筑物可以被置于大型足台之上。足台也可以用于站人，例如，管弦乐队的指挥和许多公众演讲者都站在足台上。在北美英语中，足台一词被越来越多地用于指代講桌。
该词在体育运动中则被用于指代一种为表彰比赛中获胜的前三名选手而设立的领奖台。现代奥运会一般使用三层领奖台。传统上，最高的领奖台位于中央，供金牌得主使用。在其右侧是较低的领奖台，供银牌得主使用；在其左侧是较低的领奖台，供铜牌得主使用。在 2016 年里约夏季奥运会上，银牌和铜牌的领奖台高度相同。在许多体育项目中，比赛前三名的成绩通常被称为领奖台或领奖台终点。在某些个人运动项目中，podiums是一项官方统计数据，指运动员在一个赛季或职业生涯中取得的前三名成绩的数目。该词主要在美国用作动词“to podium”，意为登上领奖台。

## 词源
“足台”（podium）一词源于拉丁语，后者则借用自古希腊语的（podion）一词，而该词本身则源于（pous，意为足部，词干是pod-）。